# Piotr I z Opola
Piotr I z Opola (zm. po 2 kwietnia 1375) – polski duchowny katolicki, biskup lubuski. Pochodził z wrocławskiej rodziny patrycjuszowskiej. Zanim został biskupem lubuskim był oficjałem wrocławskim i kanonikiem lubuskim (1356) oraz dziekanem kolegiaty głogowskiej (1357). W 1358 został prepozytem kolegiaty opolskiej, a cztery lata później archidiakonem opolskim oraz kanonikiem wrocławskim. 

Biskup lubuski Piotr I z Opola uzupełnia ugodę zawartą z Kazimierzem królem polskim w Kaliszu w 1368 roku, dokument z 25 czerwca 1369 roku

Prekonizowany biskupem lubuskim 8 czerwca 1366 na mocy rezerwacji papieskiej, po unieważnieniu wyboru dokonanego przez kapitułę. Zawarł porozumienie z Kazimierzem III Wielkim w sprawie uposażenia biskupstwa. Po zniszczeniu Lubusza przez wojska cesarza Karola IV Luksemburskiego przeniósł stolicę diecezji do Fürstenwalde/Spree w 1373. W 1374 r. został kanclerzem Marchii Brandenburskiej i wychowawca synów cesarskich. Zrezygnował z praw do jurysdykcji biskupów lubuskich na Rusi. Po raz ostatni notowany w źródłach 2 kwietnia 1375 zmarł zapewne w tym samym roku.